# Сенцовський Володимир Іванович
Володи́мир Іва́нович Сенцовський (Ященко; * 22 липня 1952, с. Носелівка, Борзнянський район, Чернігівська область, Українська РСР) — український письменник, журналіст. Член Національної спілки письменників і Національної спілки журналістів України.

## Життєпис
Вищу освіту здобув 1973 року — закінчив філологічний факультет Ніжинського педінституту імені М. В. Гоголя.
Викладав рідне слово в сільській школі, понад 30 років працював у журналістиці. Редагував райгазету «Вісті Борзнянщини».

## Творчість
Вірші й оповідання почав друкувати ще студентом. Перша книжка Володимира Сенцовського побачила світ у видавництві «Веселка» 1983 року й називалася «Хлоп'ята з тополиної вулиці». Потім були «Оленка не хоче спати» (1988), «Дивень-ранок» (1993), «Зелена неділя», «У затінку серця» та «Привези мені, тату, сонце» (1994), «Лицар і Попелюшка» (1996), «Любов моя — футбол» (1996), «Забілина альтанка» (1997), «Борзенка» (1998), «Тихий берег, шум ласкавих хвиль» (2004), «Несуть лелеки у дзьобах веселку», «Дванадцять місяців» (2005), «…І мої у синій маєчці літа» (2007), «Повість про велике кохання, яку я ще напишу…» (2008), «Народження Ікара» (2009).
У творчості Володимира Сенцовського домінує дитяча тематика, він автор оповідань, казок, віршів.
Мешкає у м. Борзна Чернігівської області.

## Нагороди, відзнаки
- Лауреат VI Загальнонаціонального конкурсу «Українська мова — мова єдина» (2005); обласної літературної премії імені Б. Грінченка; обласної премії імені Михайла Коцюбинського (2013).